# 上野誠 (版画家)
上野 誠（うえの まこと、1909年〈明治42年〉6月7日 - 1980年〈昭和55年〉4月13日）は、日本の版画家。1950年代初めには「魚沼六郎」という名でも作品を発表していた。プロレタリア芸術を探求して原爆も多く題材とし、海外でも高く評価された。

## 生涯
長野県更級郡今里村（現・長野市川中島町今里）に内村家に生まれ、長野中学校（現・長野高等学校）を卒業後、1929年に東京美術学校に進む。しかし、共産主義運動に影響を受けて学内改革運動に関わり、1932年に検挙・拘留を経て、1933年に放校処分となる。
その後、東京や郷里で綿製品仕上げ工や鉄道工夫、土工などの労働に従事し、その傍ら須坂の版画家・小林朝治に感化されて木版画を始め、1935年に川中島で木版画の頒布会を開いた。1936年に再上京。上野チイと結婚して姓を上野に改める。同年、国画会展版画部に初入選し、翌1937年の第12回展の「石炭を運ぶ人」をはじめ、以後10年連続入賞。同年、平塚運一を通じて出会った中国人留学生版画家を通して、魯迅の木刻運動とケーテ・コルヴィッツの作品に導かれ、大きな影響を受けた。
同じころ、小中学校の代用教員となり、戦時中は鹿児島、岐阜等に赴任する。1945年に玩具デザインの職を得て新潟の魚沼に転居、農民や労働者を題材に木版画を制作した。1946年、日本共産党に入党。1948年、第2回アンデパンダン展に「自由を求むる労働者」、1951年の第4回展に「平和をかたる」等を出品。1952年、年丸木位里・俊の《原爆の図》の新潟県内移動展を組織。同年上京して本格的な制作活動に入り、第5回アンデパンダン展に「原爆展ポスター画稿」を出品、この頃より戦争や原爆の悲惨さを訴える作品を多く手がけるようになる。
1954年、第五福竜丸事件や広島原爆の被爆者との出会いを契機に原爆をテーマにした作品に取り組み始める。1957年、第1回東京国際ビエンナーレで入選。1958年、日本版画協会会員となる。1959年、「ヒロシマ三部作」がライプツィヒ国際書籍版画展で金賞を受賞。
1961年夏、長崎を旅行し、原爆病院を訪ねて被爆者たちを取材。同年秋に小品連作に着手し、翌年に連作「原爆の長崎」として発表された。1962年8月、長崎市8.9文化祭で「上野誠版画特別展覧会」が開催される。同年12月、個展「原爆の長崎」を東京の養清堂画廊で開催。
1964年、全ソ連邦美術家同盟の招きでソ連を旅行、モスクワで個展を開催した。76年にもブルガリアで個展を開くなど、国際的に活躍した。
1980年、千葉県松戸市の病院にて、肝硬変で死去。享年70歳。翌1981年、『上野誠全版画集』が刊行された。
また、地元の長野市川中島には2001年に「ひとミュージアム 上野誠版画館」が設立され、上野誠とケーテ・コルヴィッツの版画を常設展示している。NPO法人によって運営され、上野誠作品は250点ほどある。